# Emilia Sozańska
Emilia Sozańska (ur. 22 maja 1909 w Stryju, zm. 30 grudnia 2008 w Brzegu) – polska pedagog.

## Życiorys
Urodziła się jako córka, kolejarza, przed wojną naczelnika stacji w Sokalu. Ukończyła Nauczycielskie Seminarium Rządowe we Lwowie, zdając maturę w 1928 roku. Pracę jako nauczycielka otrzymała we wsi Iwaszkowce w powiecie turczańskim nad Stryjem (u zbiegu granicy z Węgrami, Rumunią i Słowacją). W szkole utworzyła "drużyny strzeleckie". We współpracy z senatorem Władysławem Pulnarowiczem organizowała dalsze kształcenie młodzieży oraz edukację patriotyczną.
Wyszła za mąż za Mikołaja Sozańskiego, który aż do wybuchu wojny był wybierany prefektem. W czasie wojny wraz z całą rodziną musiała się ukrywać. W tym czasie oprócz pomocy ukrywającym się i współpracy z konspiracją, Emilia Sozańska (zwana przez bliskich Lusią) prowadziła także tajne nauczanie. W październiku 1939 r. skłoniła swojego wychowanka Władysława Ossowskiego do podjęcia funkcji konspiracyjnego kuriera ("biały kurier"), celem przerzutu ukrywanych polskich oficerów na Węgry.
W 1946 roku, z pierwszą grupą repatriantów, wyjechała pociągiem z Sambora na Ziemie Zachodnie, do Brzegu. Została kierowniczką szkoły podstawowej w Młodoszowicach. Po pięciu latach i skończeniu studiów, objęła kierownictwo szkoły w Kościerzycach, gdzie pracowała do 1967. Następnie, do 1972 pracowała w szkole w Kantorowicach koło Lewina Brzeskiego. A potem w Liceum J. Słowackiego w Oleśnicy. Po 1990 odnalazła i skłoniła do powrotu z Syberii Władysława Ossowskiego, "białego kuriera", któremu pomogła w repatriacji i uznaniu jego zasług.
W czasie wojny pracowała w konspiracji (ukrywanie polskich oficerów w latach 1939-40, pomoc w ich przerzucie) oraz prowadziła tajne nauczanie. Była cenioną i lubianą wychowawczynią wielu pokoleń młodzieży przed wojną, w czasie wojny (na Kresach) i po wojnie. Aktywna społecznie, inicjowała budowę i odbudowę szkół (m.in. w Iwaszkowcach i Młodoszowicach) oraz wspierała działalność ugrupowań i społeczności lokalnych.
Odznaczona Krzyżem Oficerskim Orderu Odrodzenia Polski w 1999 r. oraz wieloma odznaczeniami resortowymi. Zmarła w Brzegu 30 grudnia 2008.